# Urra
Urra ist eine Gemeinde (Freguesia) im portugiesischen Kreis Portalegre. In ihr leben 1701 Einwohner (Stand 19. April 2021).